# Engine Engine Number Nine
Engine Engine #9 – piosenka amerykańskiego piosenkarza country, Rogera Millera, wydana w maju 1965 roku na albumie The 3rd Time Around. Utwór dotarł na drugą pozycję listy przebojów muzyki country w Stanach Zjednoczonych.
Nawiązanie do singla wystąpiło w hip-hopowym utworze „The Choice Is Yours” duetu Black Sheep. Odwołuje się ono do pierwszych słów Engine Engine #9, odnosząc się do dziewiątej linii metra w Nowym Jorku.

## Pozycje na listach przebojów
| Lista przebojów (1965)             | Pozycja |
| ---------------------------------- | ------- |
| U.S. Billboard Hot Country Singles | 2       |
| U.S. Billboard Hot 100             | 7       |
| U.S. Billboard Adult Contemporary  | 2       |
| Canadian RPM Top Singles           | 11      |
| UK Singles Chart                   | 33      |